# Огар рудий
О́гар руди́й, або черво́на ка́чка (Tadorna ferruginea) — водоплавний птах роду Галагаз з родини Качкових. Один із 7-ми видів роду; один із 2-х видів роду у фауні України. На території країни - гніздовий, перелітний, зимуючий вид.

## Морфологічні ознаки
Трохи більший за свійську качку. Загальний тон оперення рудий. Дорослий самець у шлюбному вбранні насичено рудий, зі світло-вохристими головою і верхом шиї; на шиї вузький чорний «нашийник»; першорядні махові пера, надхвістя і хвіст чорні; покривні пера верху і споду крил білі; «дзеркальце» зелене; дзьоб і ноги чорні. У позашлюбному вбранні «нашийника» немає. Доросла самка схожа на дорослого самця у позашлюбному оперенні, але світліша, з білуватою головою. Молодий птах подібний до дорослої самки, але з бурим відтінком; покривні пера крил сіруваті. Маса тіла — 0,8—1,5 кг, довжина тіла — 55—62 см, розмах крил — 1047—1120 мм. У польоті добре помітні характерні білі (або світло-сірі у молодих птахів) плями на крилах.

## Ареал виду та його поширення в Україні
Ареал охоплює Південну Європу, Північну Африку (від Марокко до Тунісу) та Центральної Азії. В Україні гніздиться на північному узбережжі Чорного та Азовського морів, у Криму (Сиваш, Керченський півострів), в східній частині Луганської області та в північних районах Донецької області. У XVII—XIX століттях гніздився у степовій та лісостеповій смугах, в інших місцях лише окремі пари. Зальоти зареєстровано у Західній Україні, середній частині басейну Дніпра, на Дунаї. Зимує на ставках Біосферного заповідника «Асканія-Нова» (700—1900 ос.), іноді невеличкі групи зимують на Азовському узбережжі.
В червні 2023 року, значна кількість огарів прибула до Національного природного парку «Тузловські лимани». Як на думку вчених з природного парку, качки прибули до Тузлівських лиманів саме з Асканії-Нової, яка є тимчасово окупованою територією України

## Чисельність і причини її зміни
Чисельність в Європі становить 19—33 тис. пар. В Україні, ймовірно, чисельність не перевищує 340—360 пар; найбільше на сході Криму (понад 80 пар) та на сході Луганської області (близько 50 пар). Репродуктивна частина напіввільної популяції у Біосферному заповіднику «Асканія-Нова» становить 120—200 пар. Наприкінці ХХ століття чисельність виду стабілізувалась і в останні роки дещо зростає. Причини зміни чисельності: погіршення умов гніздування, посилення фактора непокою; винищування птахів людиною.

## Особливості біології

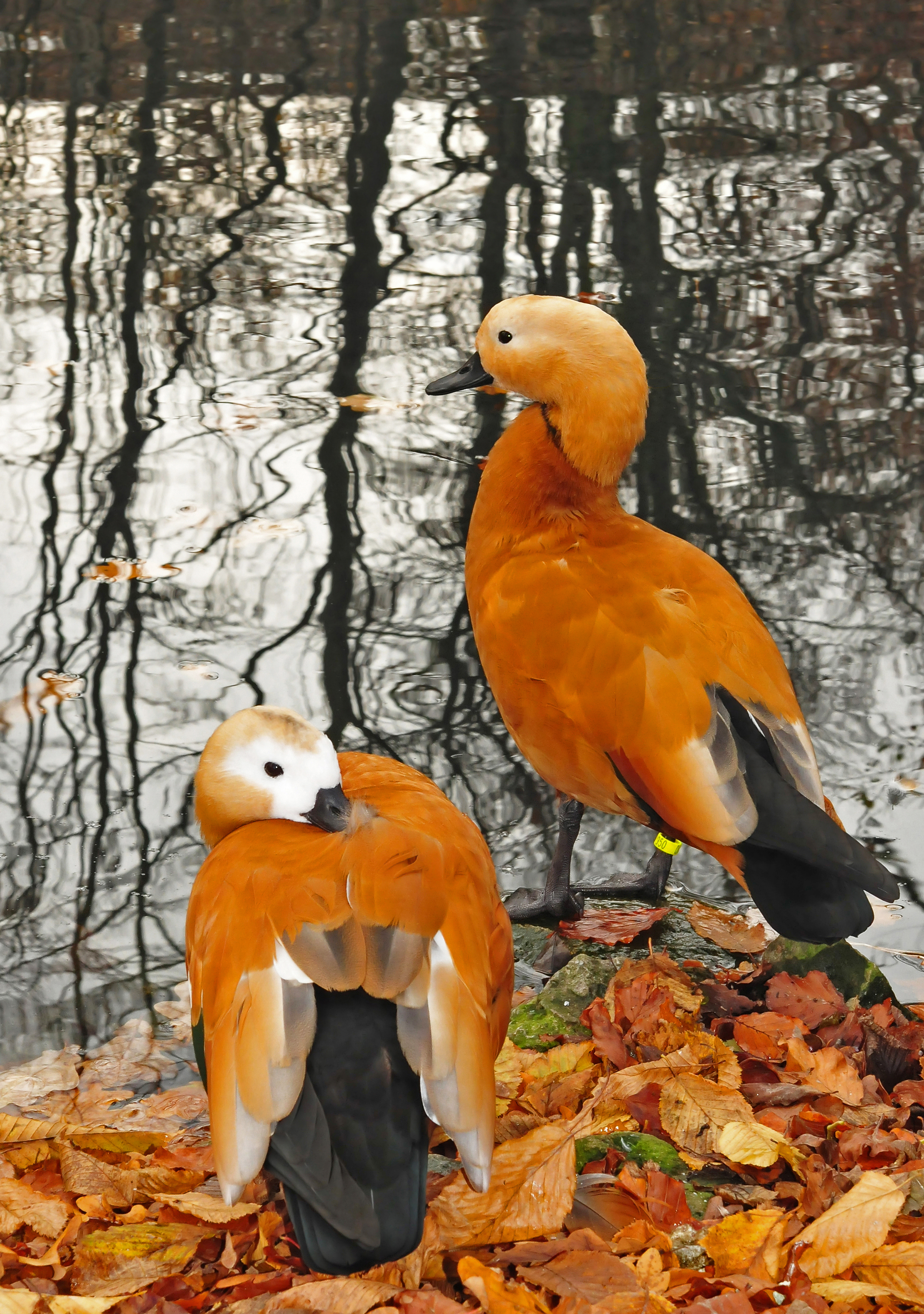
Пара огарів

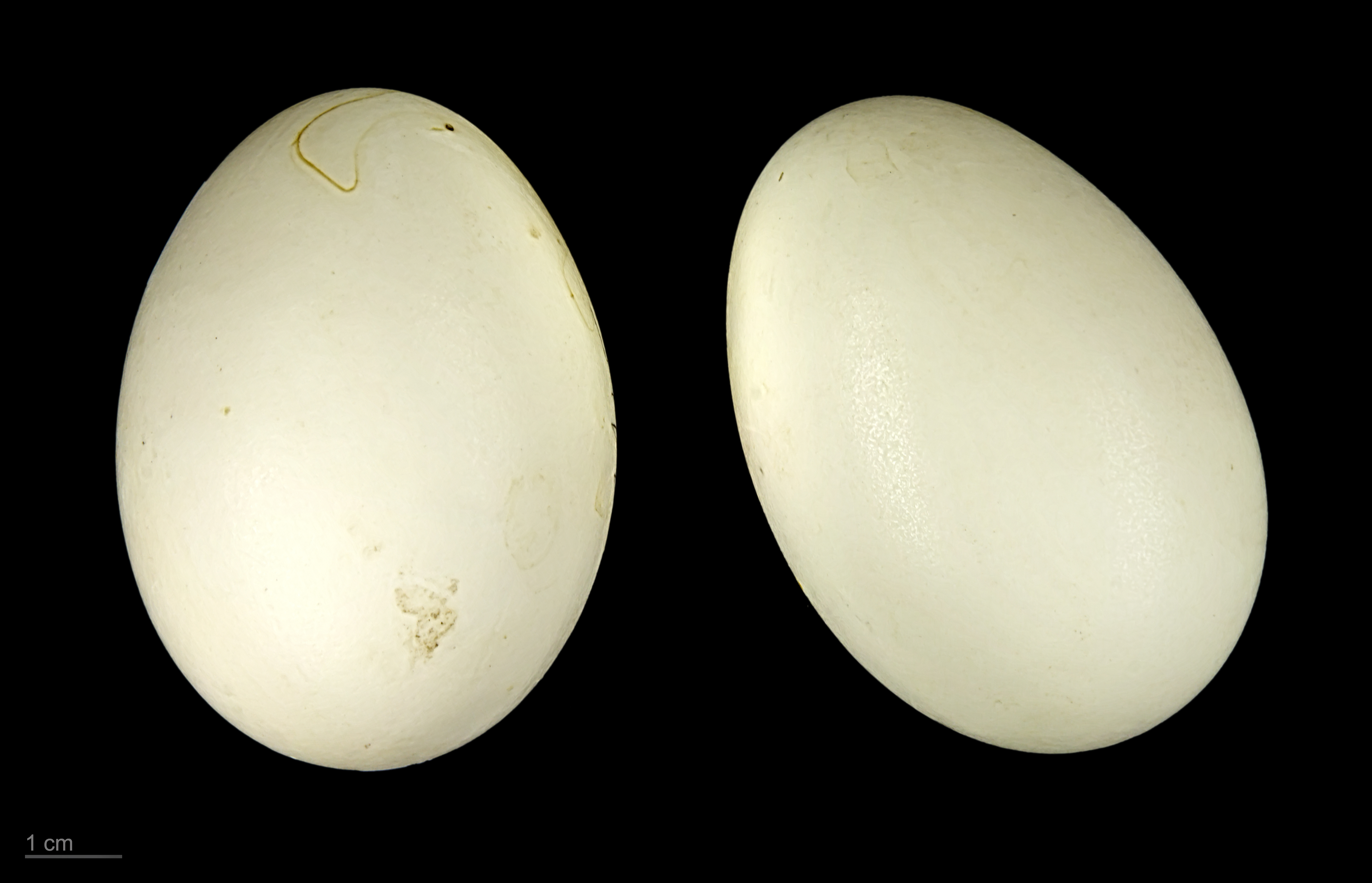
Яйця огаря - Тулузький музей

Перелітний птах. У місцях гніздування з'являється у другій половині березня. Займає скелясті, урвисті береги солоних і прісних водойм, узбережжя морів, на ставах «Асканії-Нови» утворилася вільна популяція. У перші дні після появи птахи утворюють пари (часто прилітають вже парами), які існують кілька років. Гніздиться у нежилих норах лисиць, на скелях та кручах (часто на значній висоті), у покинутих будівлях. У квітні птахи відкладають 8—12 яєць; у місцях, де огар гніздиться колоніями, знаходять здвоєні кладки. Насиджує самка (25—30 діб); молоді птахи стають на крила у другій половині липня — на початку серпня. Відлітає на зимівлю в кінці жовтня — на початку листопада. Живиться рослинною (проростки злаків та осок, зерно) та тваринною (комахи, молюски) їжею.

## Охорона
Включено до Червоної книги України (1994, 2009) (статус — вразливий), до Боннської (Додатки ІІ) та Бернської (Додаток ІІ) конвенцій, угоди AEWA. Охороняється у Біосферному заповіднику «Асканія-Нова». Слід оголосити заповідними місця гніздування виду на Керченському півострові, а в «Асканії-Нові» посилити гетерозиготність напіввільної популяції через обмін птахів з зоопарків. Досягнуто розмноження та розведення у спеціально створених умовах. У біосферному заповіднику «Асканія-Нова» створено штучну популяцію, яка є центром відновлення виду в Україні. За період з 1983 по 2000 рік у природу випущено понад 3400 осіб. Розроблено технологію штучного розведення.